# Воронино (Режівський міський округ)
Воро́нино (рос. Воронино) — присілок у складі Режівського міського округу Свердловської області.
Населення — 37 осіб (2010, 92 у 2002).
Національний склад станом на 2002 рік: росіяни — 94 %.